# Berijpte russula
De berijpte russula (Russula parazurea)  is een paddenstoel die tot de familie Russulaceae gerekend wordt. Het vruchtlichaam van de zwam kan tussen vijf en vijftien centimeter groot worden en komt voor in lanen en bossen op al of niet leemhoudende zandgronden. De soort groeit van zomer tot herfst bij vooral bij eik, beuk of linde en minder vaak bij fijnspar of douglasspar.

## Kenmerken

### Uiterlijke kenmerken
Hoed
De breedte van de hoed varieert tussen drie en maximaal acht centimeter. De kleur varieert van grijsblauw tot blauwgroen met soms sporen rood of geel. Bij verouderen meer bruin en grijs tot beigeachtig. Het oppervlak is duidelijk gerijpt en lijkt soms beschimmeld. De hoed is gewelfd tot vlak.
Steel
De witte cylindrische steel heeft een verdikte basis en is tussen de 30 en 70 millimeter lang en 7 tot 20 millimeter breed. Met ijzersulfaat reageert de steel oranje.
Lamellen
De lamellen zijn wit tot crèmekleurig, bros, staan dicht opeen en zijn gevorkt. 
Geur en smaak
De paddenstoel is eetbaar, heeft een milde smaak en ruikt bij ouder worden naar kaas.
Sporenprint
De sporenprint heeft een bleke, crèmekleurige tint (IIb-c volgens Romagnesi). 

### Microscopische kenmerken
De sporen zijn tussen de 5,7 tot 8,5 micrometer lang en tussen de 5 tot 6,5 micrometer breed. Ze zijn elliptisch van vorm en op de sporen liggen knobbels die een hoogte van 0,5 micrometer kunnen bereiken. De basidia zijn (32) 40-57 µm lang en 7-11 µm breed en hebben vier sterigma's.  De cystiden in de hoed bevatten geen septum en hebben een cilindrische tot klavervormige vorm. De pleurocystidia, die cystidia zijn in het lamellaire oppervlak, zijn 57-90 µm lang en 7-13 µm breed. De pileocystidia zijn tot 70 (90) µm lang × 6-10 µm breed. Ze zijn afgeknot, of bijna spoelvormig, min of meer vernauwd naar de punt, of licht kopvormig.

## Levenswijze
De berijpte russula is het vruchtlichaam van een ectomycorrhiza vormende schimmel. De soort verschijnt solitair of in kleine groepen. Hij komt onder andere voor in bosgebieden onder loofbomen en soms onder naaldbomen. Ook kan de soort voorkomen in parken, lanen en onder bruggen. De paddenstoel is te vinden van begin zomer tot aan de herfst, maar in mediterraan gebied kan de paddenstoel tot eind december aangetroffen worden. 

## Verspreiding

Europees verspreidingsgebied

De berijpte russula is in de Lage Landen en algemeen voorkomende paddenstoel. Het verspreidingsgebied loopt van Noord-Amerika (Verenigde Staten, Canada) tot Noord-Azië (Korea, Japan), Noord-Afrika (Marokko) en Europa. In Europa bevindt het verspreidingsgebied zich in Noordwest-, Centraal- en Noord-Europa. In Zweden is de soort waargenomen tot 63 graden noorderbreedte. De berijpte russula lijkt grotendeels afwezig in Zuidoost-Europa; er zijn alleen gegevens uit Bulgarije uit de regio Znepole en het westelijke Rhodopes.

## Foto's

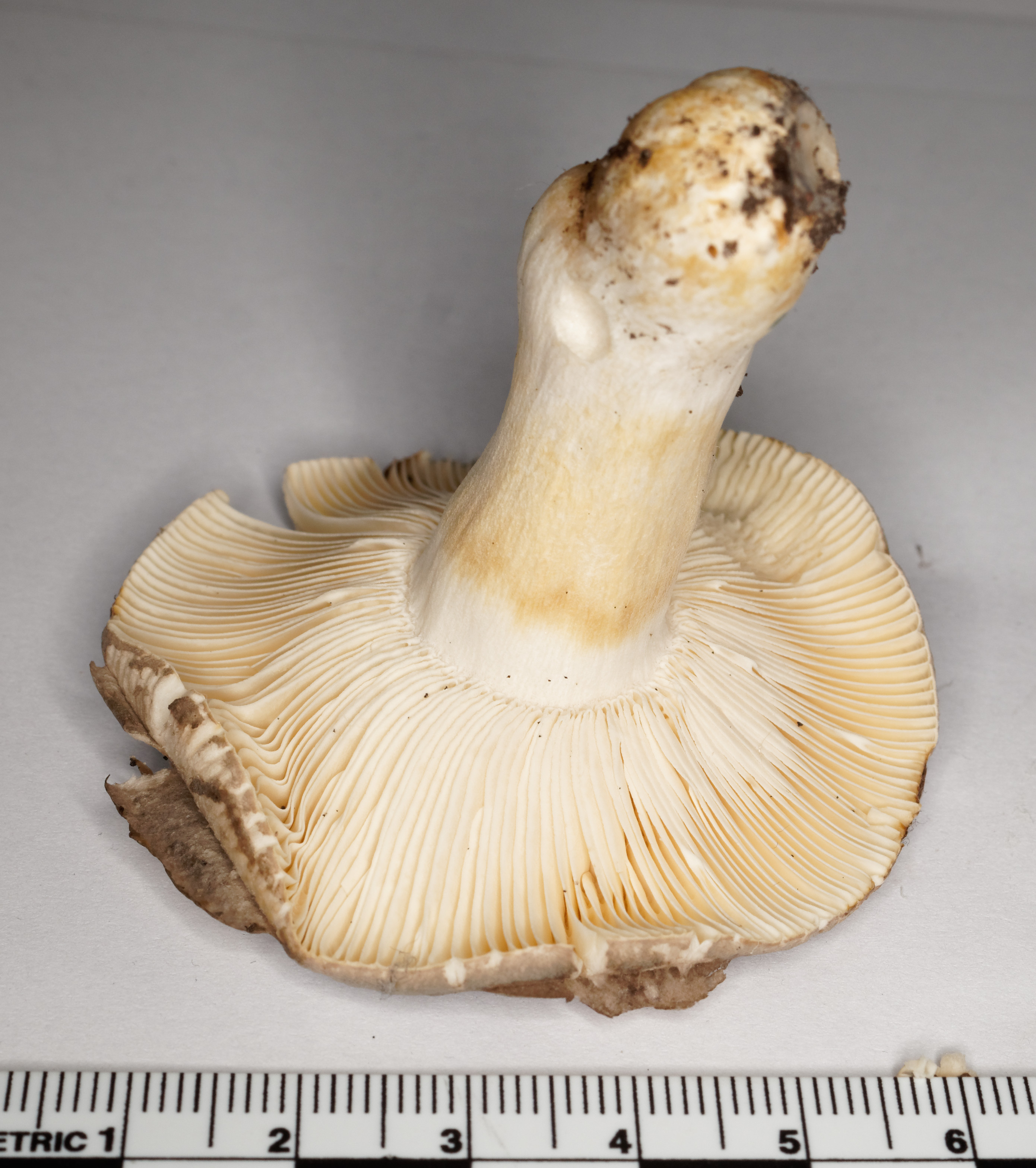
Lamellen
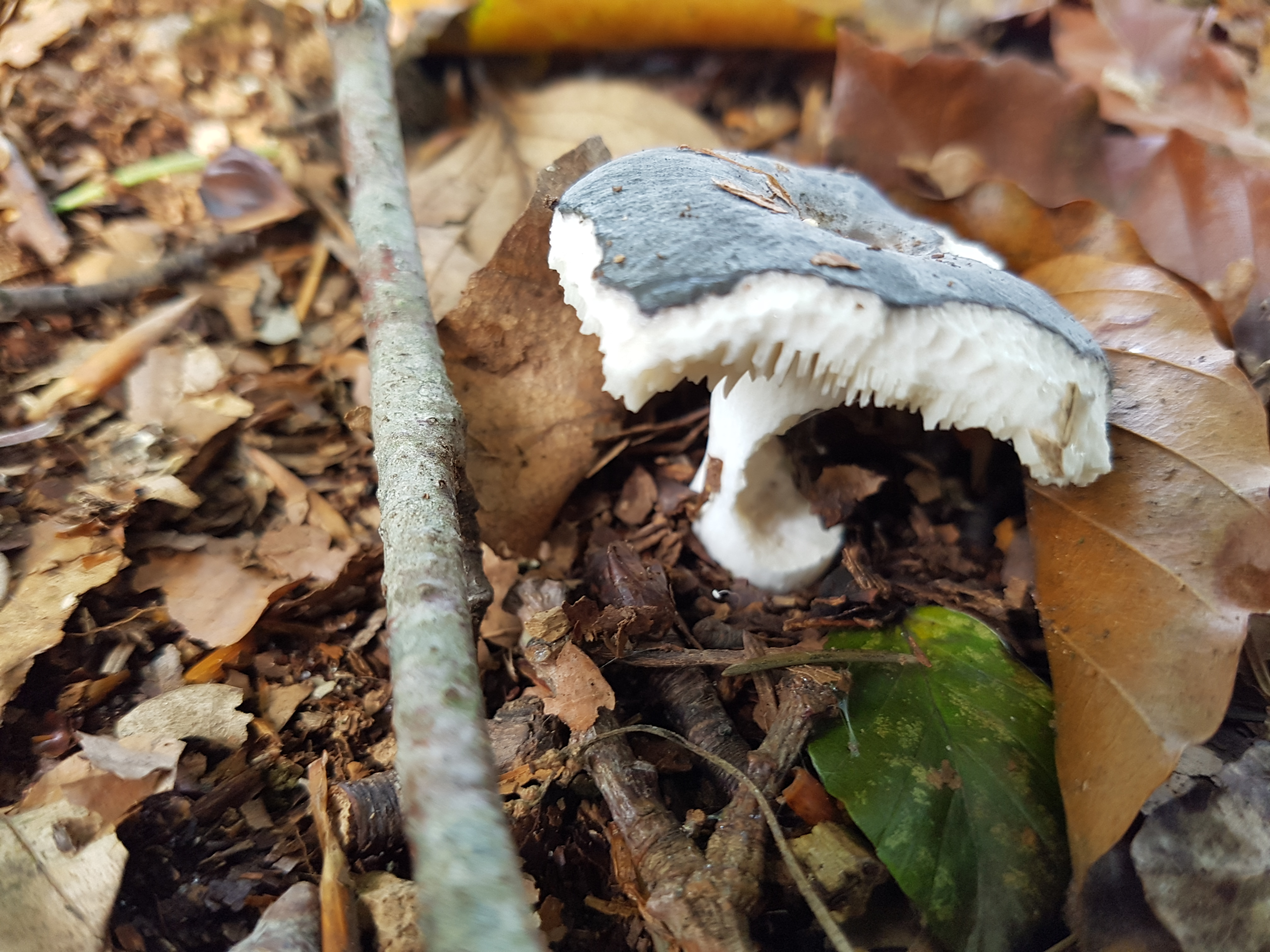
Zijaanzicht
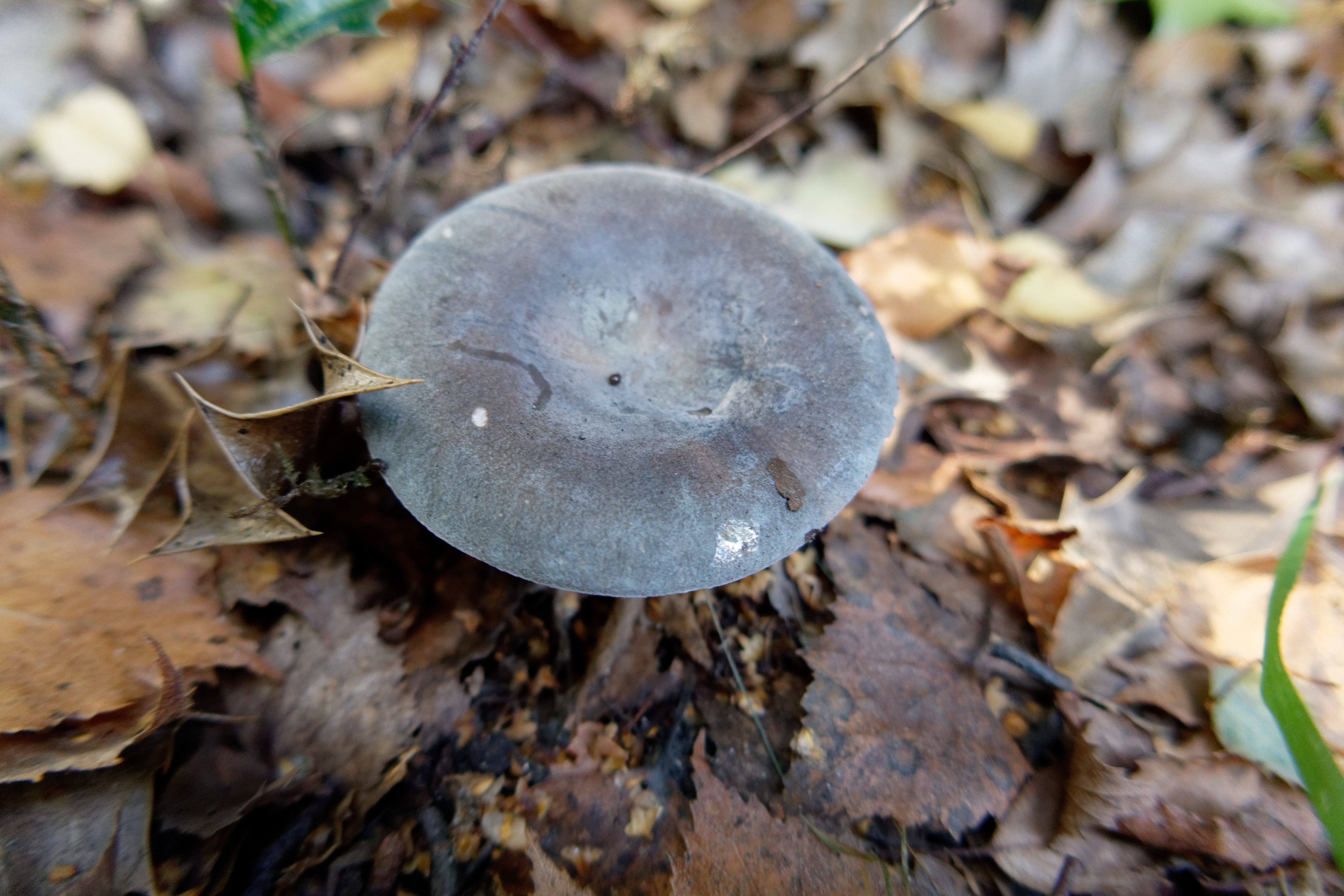
Hoed
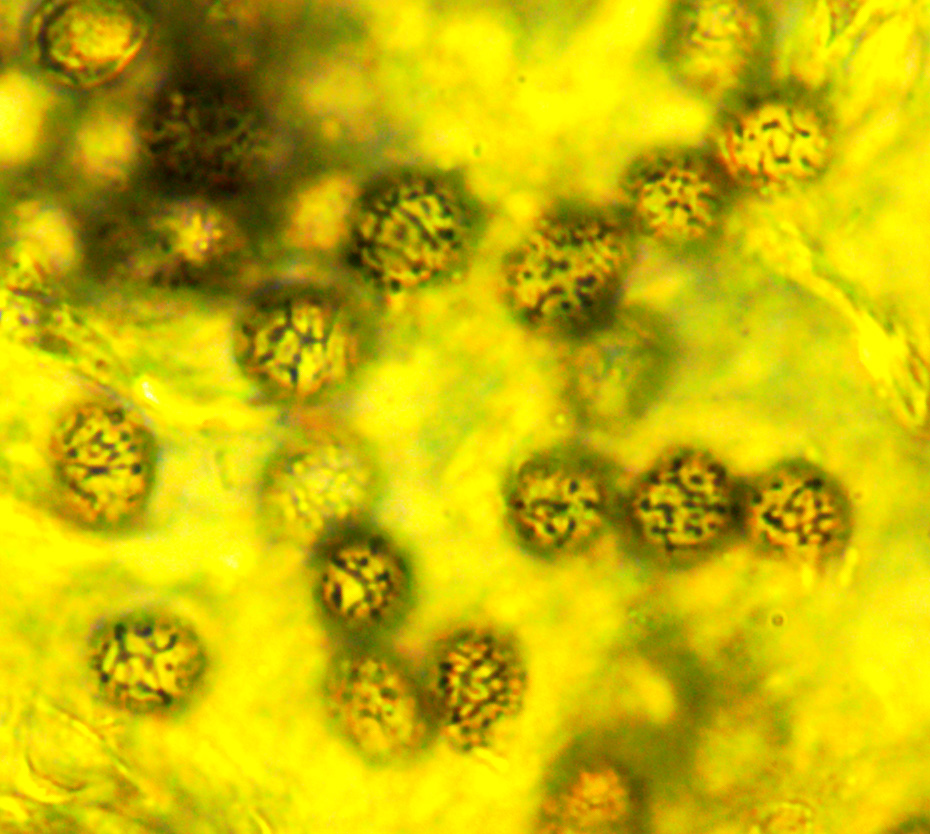
Sporen